# Nihonogomphus simillimus
Nihonogomphus simillimus är en trollsländeart som beskrevs av Chao 1982. Nihonogomphus simillimus ingår i släktet Nihonogomphus och familjen flodtrollsländor. Inga underarter finns listade i Catalogue of Life.